# Comisión Nacional de la Verdad

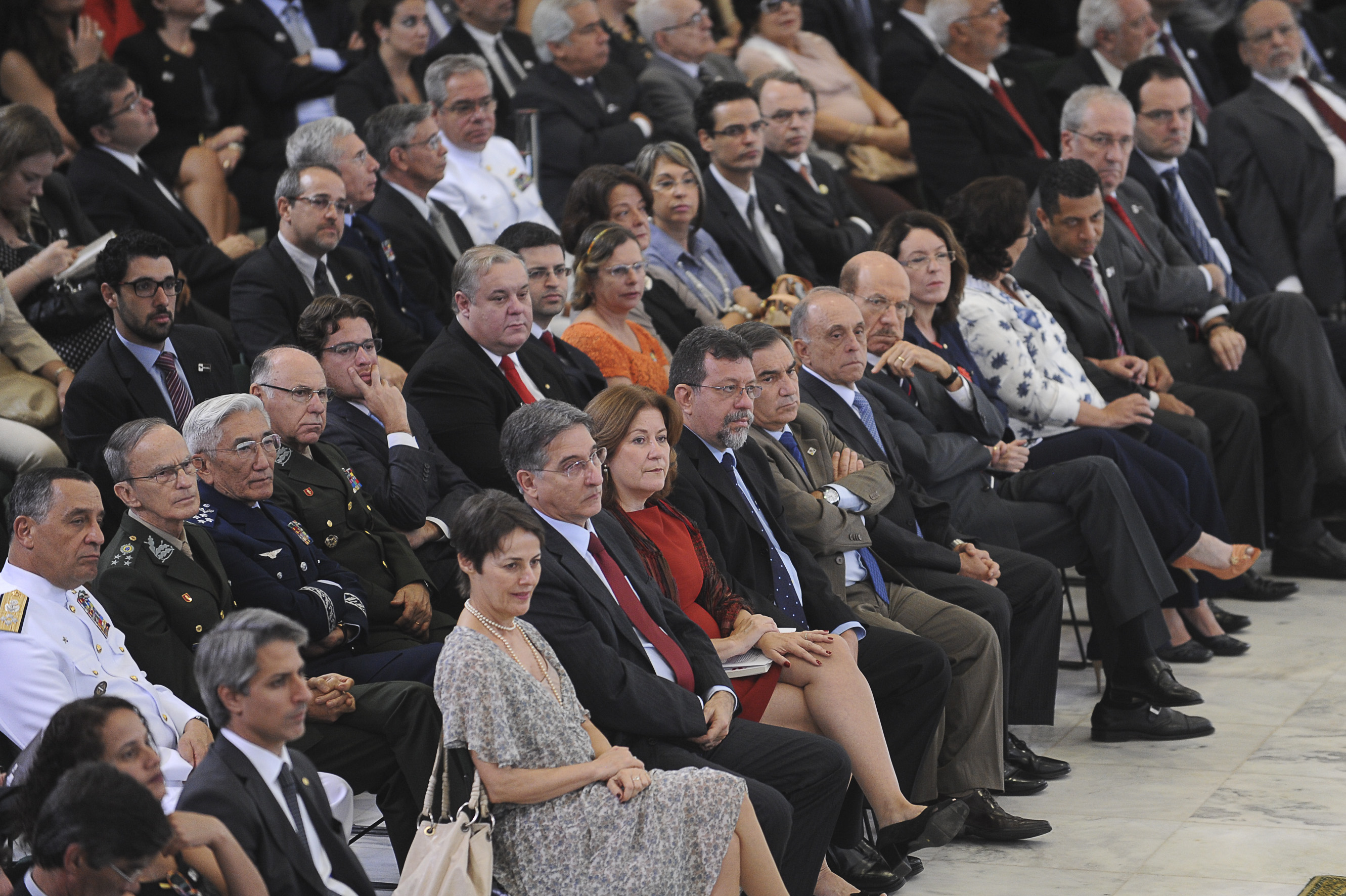
Miembros de la Comisión Nacional de la Verdad, presenciando la inauguración.

La Comisión Nacional de la Verdad, en portugués Comissão Nacional da Verdade, es el nombre de una Comisión de Verdad en Brasil, que tuvo como una tarea investigar las violaciones a los derechos humanos ocurridas entre los años 1946 y 1988, desde la Constitución de 1946 dictada inmediatamente después de la renuncia forzada de Getulio Vargas que abrió paso a la llamada República Nueva (1945-1964), hasta la Constitución de 1988, que cerró definitivamente el período de la dictadura militar (1964-1985).

## Formación de la Comisión
El 16 de mayo de 2012, prestaron juramento ante la presidenta Dilma Rousseff, los miembros de la Comisión:
- Cláudio Fonteles: exprocurador general de la República entre los años de 2003 e 2005.
- Gilson Dipp: ministro del Tribunal Supremo de Justicia.
- José Dias: exministro de Justicia en el gobierno de Fernando Henrique Cardoso.
- José Paulo Cavalcante Filho: Abogado, consultor y escritor.
- Maria Rita Kehl: Psicóloga.
- Paulo Sérgio Pinheiro: Diplomático y académico de la Universidad de São Paulo.
- Rosa Maria Cardoso da Cunha: Abogada criminalista, profesora y escritora.

## Origen
Instituida por la ley 12.528, sancionada por la presidenta Dilma Rousseff en noviembre del 2011. La Comisión Nacional de la Verdad tiene por objetivo el emitir un informe sobre los abusos a los derechos humanos cometidos durante el régimen militar que se inició con el Golpe de Estado en Brasil de 1964 y que duró hasta el año 1985. El trabajo deberá terminar con un listado de los detenidos desaparecidos o bien personas ejecutadas durante el tiempo de la dicatura. La Comisión recibió críticas algunos miembros de las fuerzas armadas brasileñas se sienten incómodos sobre lo que perciben como un intento de venganza por parte de un gobierno ideológicamente parcial. Dado que la propia presidenta Dilma Rousseff fue arrestada y torturada bajo el régimen. Para las víctimas y sus familiares también están disconformes con que la Comisión tenga poder para investigar violaciones de derechos humanos, pero no pueda castigar a los culpables debido a una ley de amnistía dictada por el gobierno militar en 1979. La Comisión de la Verdad tendrá dos años para emitir un informe.

## Ceremonia de instalación de la Comisión
El día 16 de mayo, prestaron juramento ante la presidenta los miembros de la Comisión. La presidenta estuvo junto a los expresidentes para dar una señal de que la Comisión es un asunto de Estado. En su discurso inaugural de la instalación de la Comisión la presidenta señaló: “Brasil merece la verdad, las nuevas generaciones merecen la verdad y, sobre todo, merecen la verdad factual aquellos que perdieron amigos y parientes y que continúan sufriendo como si ellos muriesen siempre y cada día (un país no merece tener) hijos sin padres, padres sin tumbas, tumbas sin cuerpos".